# Lijst van schansspringers
Een schansspringer is de beoefenaar van de schansspringsport. 

## A
- Janne Ahonen
- Simon Ammann
- Philipp Aschenwald

## B
- Marcin Bachleda
- Anders Bardal
- Rok Benkovič
- Pascal Bodmer
- Volodymer Boshuk
- Mackenzie Boyd-Clowes
- Espen Bredesen
- Lars Bystøl

## C
- Sebastian Colloredo

## D
- Jochen Danneberg
- Manfred Deckert
- Jernej Damjan

## E
- Eddie Edwards

## F
- Kazuyoshi Funaki

## G
- Andreas Goldberger

## H
- Peter van Hal
- Sven Hannawald
- Janne Happonen
- Matti Hautamäki
- Alexander Herr
- Tom Hilde
- Martin Höllwarth
- Jaka Hvala

## I
- Joonas Ikonen
- Tommy Ingebrigtsen
- Anton Innauer
- Daiki Ito

## J
- Jakub Janda

## K
- Noriaki Kasai
- Martin Koch
- Andreas Kofler
- Pentti Kokkonen
- Gerrit-Jan Konijnenberg
- Robert Kranjec
- Andreas Küttel

## L
- Risto Laakkonen
- Marius Lindvik
- Roar Ljøkelsøy

## M
- Adam Małysz
- Hideharu Miyahira
- Michael Möllinger
- Thomas Morgenstern

## N
- Michael Neumayer
- Hubert Neuper
- Toni Nieminen
- Jeroen Nikkel
- Ari-Pekka Nikkola
- Rembert Notten
- Matti Nykänen

## O
- Takanobu Okabe
- Harri Olli

## P
- Primož Peterka
- Sigurd Pettersen

## R
- Bjørn Einar Romøren

## S
- Siim-Tanel Sammelselg
- Gregor Schlierenzauer
- Martin Schmitt
- Georg Späth
- Kamil Stoch

## T
- Dieter Thoma

## U
- Michael Uhrmann

## V
- Dmitri Vasiljev

## W
- Jens Weißflog
- Andreas Widhölzl
- Georg Waldvogel

## Y
- Torbjørn Yggeseth
- Kari Yliantilla

## Z
- Peter Zonta